# Richard J. Roberts
Richard John Roberts (ur. 6 września 1943 w Derby, Anglia) – brytyjski biochemik i biolog molekularny, laureat Nagrody Nobla z dziedziny fizjologii i medycyny w roku 1993 przyznanej za odkrycie genów podzielonych (intronów i egzonów) (wspólnie z Phillipem A. Sharpem).